# مبنى إيطاليا

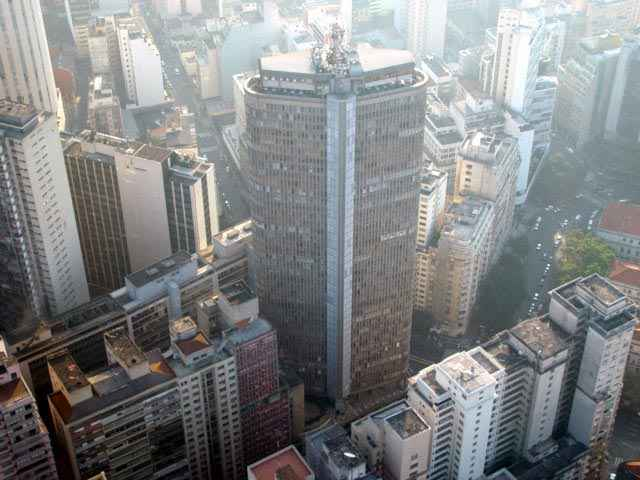
إيطاليا البناء

مبنى إيطاليا (بالبرتغالية: Edifício Itália‏) هي ناطحة سحاب في مدينة ساو باولو، هو حاليا أعلى ناطحة سحاب الثانية في البرازيل. له 168 مترا، والأرضيات 46 و52.000 متر مربع. اكتمل في عام 1965، ويقع في وسط المدينة. تم تصميمه من قبل المهندس المعماري البرازيلي الألماني فرانز هيب. ويعتبر المبنى ثاني أطول مبنى في سان باولو بعد ناطحة السحاب ميرانتي دو فالي.

## وصلات خارجية
- Edifício Itália, official Web site